# FAR til FIRE - Til Julebal I Nisseland
FAR til FIRE - Til Julebal I Nisseland er en dansk musical baseret på Far til fire-universet, og af Adam og James Price.
Musicalen havde Joakim Pedersen som kapelmester og Joy-Maria Frederiksen som instruktør. Rollen som Far blev spillet af Niels Olsen, der som bekendt også spillede Far i den 3. generation af filmserien.
Musicalen havde premiere i Tivolis Koncertsal 15. november 2013 og spillede frem til 19. december 2013. Musicalen blev produceret af 'FAR til FIRE Musical Aps' og i samarbejde med Tivoli.

## Far Til Fire Musical – Til Julebal i Nisseland (2013)

### Rollerne
- Niels Olsen – Far
- Finn Nielsen – Onkel Anders
- Jeanne Boel – Fru Sejersen
- Kristine Yde – Søs
- Christian Berg – Peter
- Pelle Emil Hebsgaard – Tyv 1
- Kim Ace Nielsen – Tyv 2
- Rikke Hvidbjerg – Overklassepige
- Henrik Launbjerg – Diverse/understudy
- Line Krogholm – Lærerinde
- Niels Weyde – Direktør/rektor
- Mads Knarreborg – Direktørens søn
- Elias Amati-Aagesen og Marius Rybner – Lille Per
- Carl Gustav Reinhold Mikkelsen og Daniel Bisgaard – Ole
- Freja Krogsgaard Kotschwara og Lea Monrad Post – Mie
- Feline Sølvsteen og Frida Luna Rosawall – Lille pige
- Rebecca Mai Nieric – Ensemble
- Roberta Næss-Schmidt – Ensemble
- Sara Helene Block Henriksen – Ensemble
- Sofie Emma Lohmann – Ensemble
- Julie Wickstrøm – Ensemble
- Signe Staugaard Koch – Ensemble
- Claudia Hebo Rask Smith – Ensemble
- Emma Vendelboe Ertner – Ensemble
- Magnus Ørby – Ensemble
- Frederik Rose – Ensemble
- Nickolas Due Feit – Ensemble
- Benjamin Glover – Ensemble
- Sebastian Mérie – Ensemble
- Theo Koefoed – Ensemble

## Ekstern henvisning
- FAR til FIRE - Til Julebal I Nisselands hjemmeside (Webside ikke længere tilgængelig)